# Llista de bisbes de San Cristóbal de La Laguna

Logo de la diòcesi de San Cristóbal de La Laguna

Llista de bisbes de la Diòcesi de San Cristóbal de La Laguna, també coneguda com a Diócesis Nivariense o Diócesis de Tenerife.

## Llista
Inicis de la Diòcesi (1819).
- - Pedro José Bencomo Rodríguez (1819-1822), Vicari Capitular
  - José Hilario Martinón (1822-1824), Vicari Capitular
  - Pedro José Bencomo Rodríguez (1824-1825), Vicari Capitular
- Luis Folgueras y Sión, Obispo (1825-1848, nomenat Arquebisbe de Granada)
  - Domingo Morales Guedes, (1848-1853) Vicari Capitular

Supressió del Bisbat de Tenerife (1851)
- - Andrés Gutiérrez Dávila, (1853-1859), Vicari Capitular
  - Fray Joaquín Lluch y Garriga, Administrador Apostólico (1859-1868, nomenat bisbe de Salamanca)
  - Vicente Santamaría y López, (1868-1869) Vicari Capitular i Administrador Apostòlic
  - José María Urquinaona y Bidot, (1869-1877), Administrador Apostòlic, bisbe de Canàries

Restabliment de la Diòcesi (1877)
- Fray Ildefonso Infante y Macias, OSB, (1877-1882)
  - Silverio Alonso del Castillo, (1882) Vicari Capitular
- Jacinto María Cervera y Cervera, (1882-1885)
  - Silverio Alonso del Castillo, (1885-1888) Vicari Capitular
- Ramón Torrijos y Gómez (1888-1894, nomenat bisbe de Badajoz)
- Nicolás Rey y Redondo (1894-1917)
  - Santiago Beyro Martín, (1917-1918) Vicari Capitular
- Gabriel Llompart i Jaume, (1918-1922, nomenat bisbe de Girona)
  - Santiago Beyro Martín, (1922-1925) Vicari Capitular
- Fray Albino González Menéndez-Reigada (1925-1947, nomenat bisbe de Córdoba)
- Domingo Pérez Cáceres (1946-1947, Vicari Capitular; 1947-1961, Bisbe)
  - Ricardo Pereira Díaz (1961-1962), Vicari Capitular
- Fray Luis Franco Cascón, C. Ss.R. (1962-1983)
- Damián Iguacén Borau (1984-1991, retirat)
- Felipe Fernández García (1991-2004, mort)
- Bernardo Álvarez Afonso (2005-2024)
  - Antonio Manuel Pérez, (2024-2025), Administrador Diocesà
- Eloy Alberto Santiago Santiago (2025-)